# Зорігтбаатарин Енхзоріг
Зорігтбаатарин Енхзоріг (монг. Зоригтбаатарын Энхзориг; 27 лютого 1987, Ерденет) — монгольський боксер, чемпіон Азії, призер Азійських ігор.

## Аматорська кар'єра
На Азійських іграх 2006 в категорії до 57 кг Зорігтбаатарин Енхзоріг завоював срібну медаль, здобувши у півфіналі перемогу над Галібом Жафаровим (Казахстан) і програвши у фіналі Баходиру Султонову (Узбекистан).
2007 року на домашньому чемпіонаті в Улан-Баторі став чемпіоном Азії.
На Олімпійських іграх 2008 здобув перемогу над Махді Оутине (Марокко) — 10-1 і програв Ідель Торрьєнте (Куба) — 9-10.
На чемпіонаті Азії 2009 в категорії до 60 кг завоював бронзову медаль.
На чемпіонаті світу 2009 переміг в першому бою Філіпа Палича (Хорватія), а в другому зазнав поразки від Хосе Педраси (Пуерто-Рико).